# 월리스 스티븐스

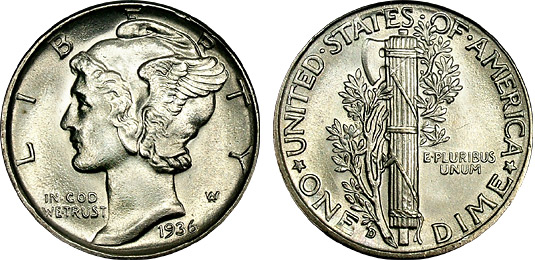
스티븐스의 부인이 그려져 있는 1936년의 10센트 동전

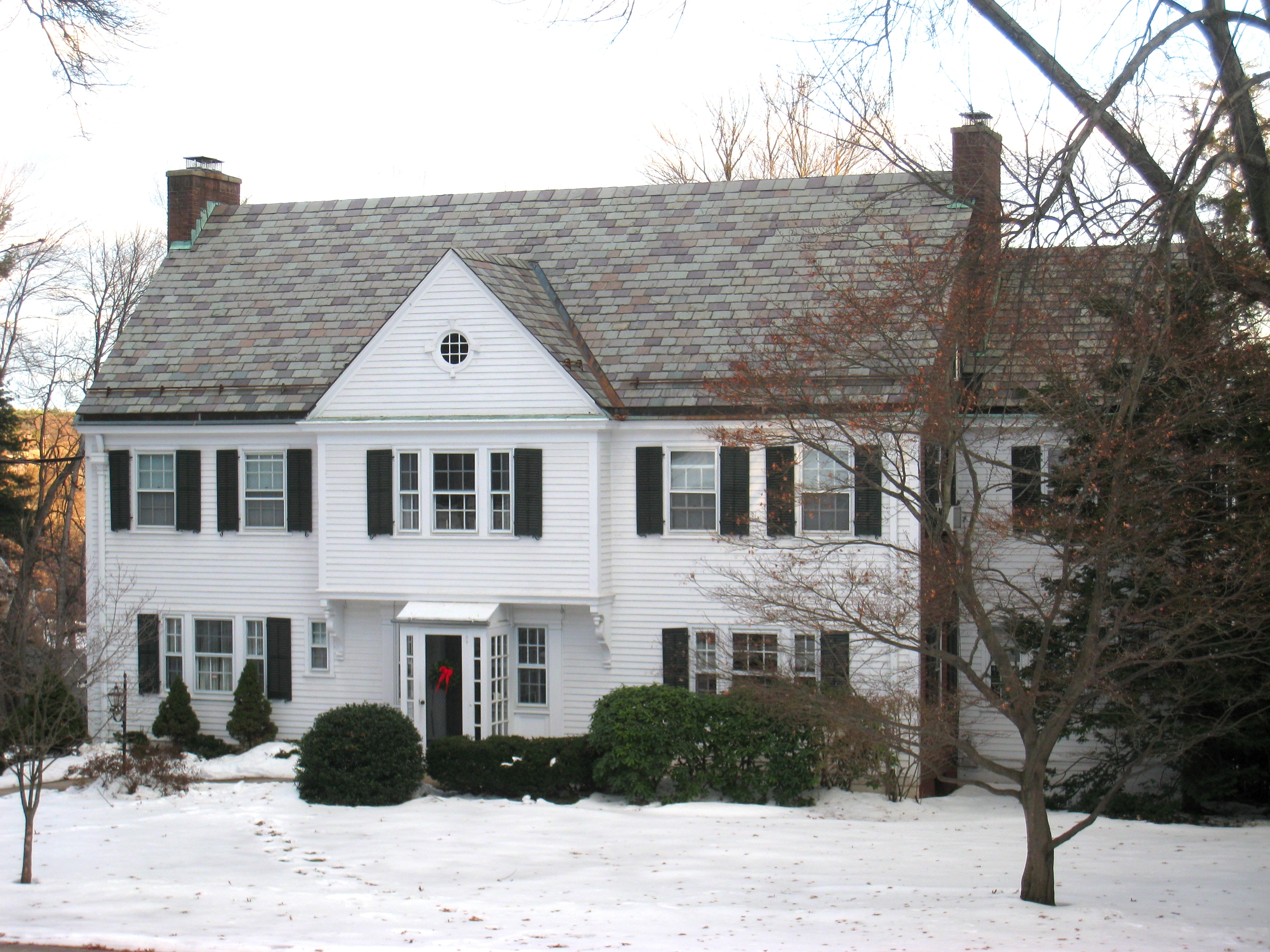
스티븐스의 하트퍼드 주택

월리스 스티븐스(Wallace Stevens, 1879년 10월 2일 ~ 1955년 8월 2일)는 미국의 모더니즘 시인이자 보험법 변호사였다. 펜실베이니아주 리딩에서 태어나 하버드 대학교와 뉴욕법학전문학교를 졸업하고 변호사가 되었다. 스티븐스는 그의 생애 대부분을 보험회사의 사내 변호사로 일하는 한편 여가를 이용하여 틈틈이 시작(詩作)을 하였다.
그가 44세가 되던 1923년 처음으로 시집 <소풍금(小風琴, Harmonium)>을 간행하였으나 초판은 별로 팔리지는 못했어도 비평가들로부터 크게 주목을 받았다. 1930년 첫 시집을 약간 손질하여 다시 출판한 후 <질서의 관념(Ideas of Order)>(1936), <부엉이의 클로버(Owl's Clover>(1936), <푸른 기타를 가진 사나이(The Man with the Blue Guitar)>(1937) 등을 잇달아 펴냈다.
노년에 이르러서도 <여름으로의 이동(Transport to Summer)>(1947), <가을의 오로라(The Auroras of Autumn)>(1950), 75세가 되던 1954년에는 <월리스 스티븐스의 시선집(The Collected Poems of Wallace Stevens)> 등을 꾸준히 발표하였으며, 그의 사후에도 여러 차례 시집이 간행되었다.

## 생애

### 학업 및 결혼
스티븐스는 18세기 초 종교적 박해를 피해 독일에서 건너온 이민자의 후손이다. 1879년 루터교를 믿는 부유한 변호사 집안에서 태어나 1897년부터 1900년까지 하버드 대학교를 특대생(비학위과정)으로 다녔다. 그 당시 철학자 조지 산타야나를 만나 그의 저서 <시의 해석과 종교>(1900)를 읽고 큰 영향을 받았다. 스티븐스는 하버드대를 졸업한 후 뉴욕에서 잠시 기자 생활을 하다가 뉴욕 법학전문학교(New York Law School)를 마치고 그의 형제들처럼 변호사가 되었다.
스티븐스는 1904년 펜실베니아의 고향을 찾았다가 속기사를 하는 엘시 몰(1886-1963)을 만나 오랜 구애 끝에 1909년 결혼하였다. 그러나 그의 부모는 며느리감의 신분이나 학력이 차이가 난다는 이유로 결혼에 반대하였으며 그 후 그는 부모와 의절하다시피 지냈다.
뉴욕에서 신혼살림을 차린 스티븐스는 조각가 아돌프 와인만과 같은 아파트에 사는 인연으로 아내의 옆얼굴 모습이 그가 조각한 10센트(Mercury Dime)와 50센트 주화에 등장하는 행운을 누리기도 했다. 스티븐스는 첫 시집을 낸 이듬해(1924년) 외동딸 홀리 스티븐스(1924-1992)를 얻었다. 엘시 몰이 나이가 들면서 정신질환 증세를 보여, 그의 전기작가에 의하면, 그들 부부는 결혼생활을 유지했으나 한 지붕 아래 별거상태에 있었다고 한다.
스티븐스는 보수주의자로서 정치적으로는 공화당원으로 활동했다.

### 직장 이력
뉴욕에서 변호사를 하던 스티븐스는 몇몇 회사의 사내변호사를 거쳐 1914년 에퀴터블 보증보험회사에 들어갔다. 그의 회사가 합병됨에 따라 1916년 하트퍼드 손해보험회사(Hartford Accident and Indemnity Company) 본사가 있는 코네티컷주의 하트퍼드로 옮겨 평생 그곳에서 살았다.
스티븐스는 보험회사의 임원으로서 보험금 사정 및 각종 소송 업무를 담당하였다.
스티븐스는 하트퍼드 보험회사의 부사장 직위까지 올랐다. 그가 시인으로서 명성을 날리고 있었음에도 회사에서는 그가 시를 쓰는 줄 몰랐을 정도로 회사업무와 시작 활동을 엄격히 구분하였다.
스티븐스는 업무상으로 출장 여행을 많이 다니는 가운데 개인적으로는 플로리다 남쪽의 키 웨스틀 자주 방문하였다. 그곳 카사 마리나 호텔에서 로버트 프로스트를 만나면 시에 관한 토론을 하기 일쑤였고, 술을 좋아한 스티븐스는 그곳에 사는 헤밍웨이와 주먹다짐을 벌일 뻔한 적도 있었다.
거인 같은 풍모를 지닌 스티븐스는 몸무게가 100kg이 넘어 의사로부터 늘 체중을 줄이라는 말을 들었다. 1955년 몸이 아파서 병원을 찾았을 때 처음에는 별 이상이 없는 듯했으나 정밀검사 결과 위암과 담석증이 있는 것으로 밝혀졌다. 퓰리처 상을 받은 그 해 하트퍼드대학교와 예일대학교에서 명예 문학박사 학위를 받는 등 영예가 겹쳤으나 병세가 악화되어 8월 2일 향년 75세로 영면하였다.

## 시의 세계
스티븐스의 시는 그가 30년 이상 시를 써서 발표한 덕분에 비평가들의 평가도 다채롭다. 초기에는 상징적 기법, 간결하면서도 난해한 은유와 상상력을 불러일으키는 이미지화가 주목을 받았다. 시를 발표하기까지 자기 비평에 엄격한 것으로 알려진 스티븐스는 일찍이 문학적 천재성을 인정받았다. 언어를 단지 의미 전달의 도구로 삼지 않고 언어 그 자체의 모양이나 음조(音調)를 효과적으로 사용하며 풍부한 시어를 구사한다고 평가되었다. 그가 퓰리처상을 받자마자 타계한 후에는 당대 미국을 대표하는 시인으로 일컬어지며 그의 시선집과 평론이 쏟아져 나오다시피 했다.
우리나라에도 많이 알려진 스티븐스의 시 “검정새를 바라보는 열세 가지 방법(Thirteen Ways of Looking at a Blackbird)”의 제12연과 마지막 연을 예로 들어본다.
XⅡ   강이 움직이고 있다.
검정새가 날고 있음에 틀림 없다.
XⅢ   오후 내내 저녁이었다.
눈이 내리고 있었고
또 내리려 하고 있었다.
검정새는 삼나무 가지에
앉아 있었다,
마치 눈이 내리는 고요한 풍경을 바라보며 검정새에 마음을 모아 명상을 하는 모습이 연상되어 국내 많은 평자가 이 광경을 불가의 화두인 ‘무(無)’, ‘공(空)’을 떠올렸다.

## 수상
- 1950 볼링겐상(賞)
- 1951, 1955 '가을의 오로라(The Auroras of Autumn)'와 '월리스 스티븐스 시선집(The Collected Poems of Wallace Stevens)'으로 전미(全美)도서상 2회
- 1951 로버트 프로스트 메달
- 1955 '시선집(Collected Poems)'으로 퓰리처상

## 같이 보기
- 해럴드 블룸
- 프랭크 커모드